# Alexander John Forsyth
Alexander John Forsyth (28 de diciembre de 1769-11 de junio de 1843) fue un clérigo presbiteriano escocés que por primera vez empleó con éxito productos químicos fulminantes (o "detonantes") para encender la pólvora en armas de fuego, creando el mecanismo que sería conocido como llave de percusión.
Forsyth obtuvo una patente británica para llaves que empleaban fulminatos en 1807. Aunque la patente era válida, varios armeros británicos, en especial Joseph Manton, inventaron otras formas de llaves detonadoras para evadir la patente de Forsyth, que no caducaría hasta 1821. Forsyth protegió continuamente su patente en Gran Bretaña entre 1807 y 1821 con querellas. Se querelló con Joseph Egg, Collinson Hall, Isaac Riviere, Joseph Vicars y Joseph Manton (dos veces). El intento más notable de evasión de patente fue la "llave de pellet" de Manton, patentada el 29 de febrero de 1816, que funcionaba con un resalte hueco - característica inventada por Hall y que más tarde se volvería habitual. La corte dictaminó que la patente de la llave de pellet de Manton infringía la patente de Forsyth. La llave de pellet no tuvo un gran éxito, pero la llave de tubo de Manton era un dispositivo mucho mejor. Manton la patentó el 3 de agosto de 1818, siendo querellado con éxito por Forsyth. Sin embargo, a pesar de su derrota legal, Manton continuó produciéndolas y finalmente negoció los términos de licenciamiento, que llevaron a la compañía de Forsyth a licenciar el uso de llaves que empleaban fulminatos a varios armeros desde el otoño de 1819, dieciocho meses antes de la caducidad de la patente.
Varios armeros y cazadores británicos también intentaron evadir la patente de Forsyth, evitando las complejas llaves similares a la de Forsyth. Ellos siguieron el concepto de una sencilla cápsula fulminante, también llamada "cápsula de cobre", un pequeño recipiente con pasta fulminante en su interior que se colocaría sobre un resalte hueco y sería golpeado con el martillo, encendiendo la pólvora dentro de la recámara. Entre ellos figuraban Joseph Egg, James Purdey, el Coronel Peter Hawker y el artista Joshua Shaw. Ante tanta competencia, Shaw decidió emigrar a Estados Unidos en 1817 y una vez que estuvo legalmente establecido, en 1822 obtuvo una patente estadounidense para la cápsula fulminante. Shaw afirmó varias veces ser su inventor, a fin de obtener compensaciones del gobierno estadounidense por su uso de las cápsulas fulminantes sin permiso. Esto llevó a que algunos entusiastas de las armas de avancarga afirmen que Shaw inventó la cápsula fulminante. Varios historiadores de las armas de fuego han concluido que el inventor de esta probablemente nunca será conocido con certeza.
La primera patente para un sistema de encendido que empleaba cápsulas fulminantes en el mundo, fue otorgada a François Prélat en 1818 en Francia. Prélat probablemente no fue su inventor, ya que con frecuencia obtenía patentes francesas a partir de ideas británicas.[cita requerida] En fechas más recientes, se le ha dado más crédito a las afirmaciones de Joseph Egg, que ahora es considerado el primero en haber producido comercialmente cápsulas fulminantes y haber "hecho la primera afirmación sobre su invención". En su publicidad, Egg afirmaba continuamente haberla inventado y se enorgullecía de su decisión de no patentarla para que todos pudiesen emplearla.
Estas nuevas formas de encendido demostraron ser populares entre los cazadores durante el período Regencia, que mandaron a modificar sus viejas y poco fiables armas de chispa.

## Biografía
Se educó en el King's College, Aberdeen, sucediendo a su padre como ministro de Belhelvie en 1791.
Mientras cazaba patos salvajes, se mostró insatisfecho con su escopeta de chispa debido a la demora entre la presión del gatillo y el encendido de la pólvora; para cuando los perdigones salían del cañón, el animal podía oír el ruido producido al apretar el gatillo y tener tiempo para volar, bucear o correr antes de ser impactado por los perdigones. Empezó su investigación sobre el uso de los fulminatos de mercurio o plata en 1805. En 1807 patentó su llave de botella de perfume; esta era un pequeño contenedor lleno de fulminato de mercurio.
Durante las guerras napoleónicas, alrededor de 1806, Forsyth trabajó en su diseño en las Armerías de la Torre de Londres. Pero cuando se nombró a un nuevo General maestro del Armamento, él fue despedido; otros experimentos tuvieron resultados destructivos y el nuevo General maestro no deseaba ver el principal arsenal británico destruido.
A veces se afirma que Napoleón Bonaparte le ofreció a Forsyth una recompensa de £20.000 si llevaba su invento a Francia, oferta que Forsyth rechazó. Esta historia es considerada un mito. El armero francés Jean Lepage desarrolló un mecanismo de encendido similar en 1807 a partir del diseño de Forsyth, pero no fue querellado. Inspirado por el uso de fulminatos como un mecanismo de encendido, Jean Samuel Pauly, mientras trabajaba en Francia en 1812, inventó el primer cartucho de escopeta (que incluía el fulminante, la pólvora y los perdigones) para escopetas de retrocarga.
Falleció en la mañana del domingo 11 de junio de 1843.